# Indcar
Indcar és la marca comercial de l'empresa carrossera catalana Industrial Carrocera Arbuciense SA. Fundada per Francesc Queralt i Roca el 1888, l'empresa té la seu a Arbúcies, La Selva (a la urbanització Torres Pujals, núm. 1) i es dedica al carrossat d'autobusos. Especialista en la construcció de minibusos i midibusos, basats principalment en xassissos de camions i furgonetes Mercedes-Benz, Iveco i MAN (tot i que també fa servir de vegades furgonetes d'altres fabricants), els seus productes es venen arreu de l'Europa occidental. El 2013, Indcar va obrir una nova planta de producció a Prejmer, Romania, on fabrica els models Strada i Mobi.
Indcar fou la primera de les nombroses empreses carrosseres amb seu a Arbúcies, població que en estar enmig d'una zona densament boscosa era molt adient per a aquesta mena d'indústria, a l'època en què les carrosseries es feien de fusta. Més tard la seguiren Ayats, Beulas, Noge i Boari.

## Producció
- Next L8 - Midibus basat en el Mercedes-Benz Atego o en l'Iveco CC100, amb un màxim de 33 seients.
- Next L9 - Midibus basat en el MAN N14 o en l'Iveco CC150, amb un màxim de 37 seients.
- Next L10 - Midibus basat en l'Iveco CC150, amb un màxim de 41 seients.
- Mago 2 - Midibus basat en l'Iveco CC100, amb un màxim de 32 seients.
- Mago 2 Cabrio - Midibus de sostre obert basat en l'Iveco CC100, amb un màxim de 34 seients.
- Wing - Midibus basat en l'Iveco Daily 70C, amb un màxim de 28 seients.
- Cytios - Midibus urbà basat en el Mercedes-Benz Sprinter.
- Mobi - Midibus basat en l'Iveco CC100, amb un màxim de 33 seients, també disponible en versions Urban i Low Entry.
- Strada - Midibus basat en l'Iveco Daily o en el Mercedes-Benz Sprinter.